# Greenford (Metropolitano de Londres)
Greenford é uma estação do Metropolitano de Londres e da National Rail em Greenford, na Grande Londres, e pertence e é administrada pelo Metropolitano de Londres. É o terminal da linha ramal de Greenford da National Rail, a 2 mi 40 chains (2.5 mi; 4.0 km) abaixo da linha de West Ealing e 9 mi 6 chains (9.1 mi; 14.6 km) medido a partir de London Paddington. Na Central line, fica entre as estações Perivale e Northolt, enquanto que na National Rail, a próxima estação ao sul no ramal é South Greenford.
A estação Greenford fica na Zona 4 do Travelcard.

## História

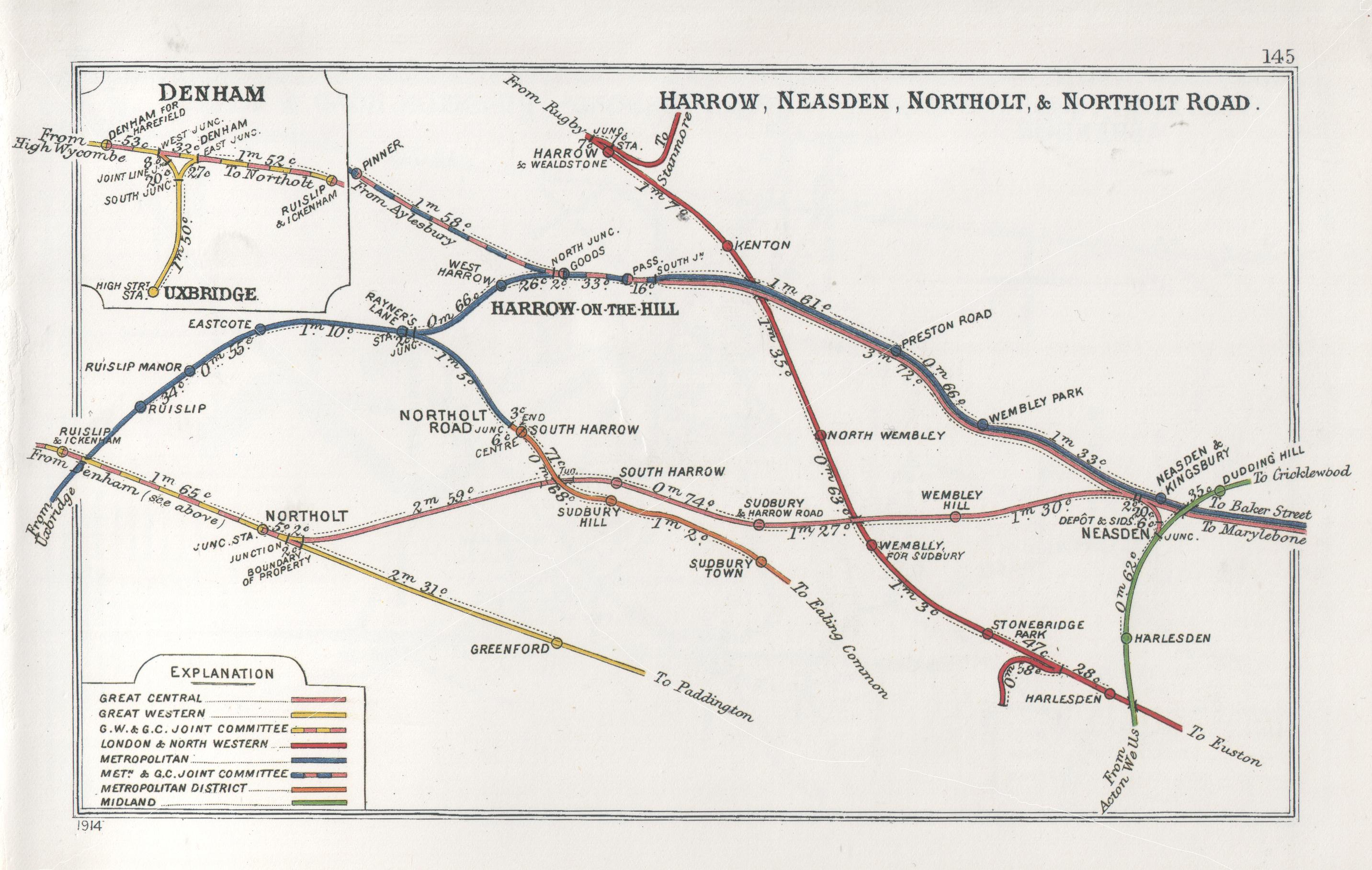
Um mapa da Railway Clearing House de 1914 de ferrovias nas proximidades de Greenford

A estação original de Greenford foi inaugurada pela Great Western Railway em 1 de outubro de 1904 na junção "New North Main Line" (atual linha Acton-Northolt).
A estação atual, adjacente à original, foi projetada por Brian Lewis e construída na extensão da linha Central do New Works Programme de 1935-40 da London Passenger Transport Board. Foi concluído por Frederick Francis Charles Curtis e inaugurado em 30 de junho de 1947, após um atraso devido à Segunda Guerra Mundial. O serviço na estação original ("linha principal") foi gradualmente reduzido e foi fechado em 1963. A responsabilidade operacional da estação foi transferida da British Rail para a London Transport a partir de 13 de novembro de 1967.

O local da antiga estação da New North Main Line ainda pode ser visto de dentro dos trens da Central Line.

## A estação hoje
A estação de Greenford está acima do nível do solo com uma plataforma de ilha para a linha Central. Uma plataforma de baía voltada para o sudeste entre as plataformas subterrâneas atende ao serviço da filial de Greenford operado pela Great Western Railway. O ramal continua para o sul e se junta à Great Western Main Line em West Ealing.
A plataforma 1 é para os trens da linha Central no sentido oeste e a plataforma 3 para os trens no sentido leste. O acesso à plataforma por meio de escadas rolantes leva os passageiros à frente do trem para o serviço no sentido oeste e à parte traseira para o serviço no sentido leste.

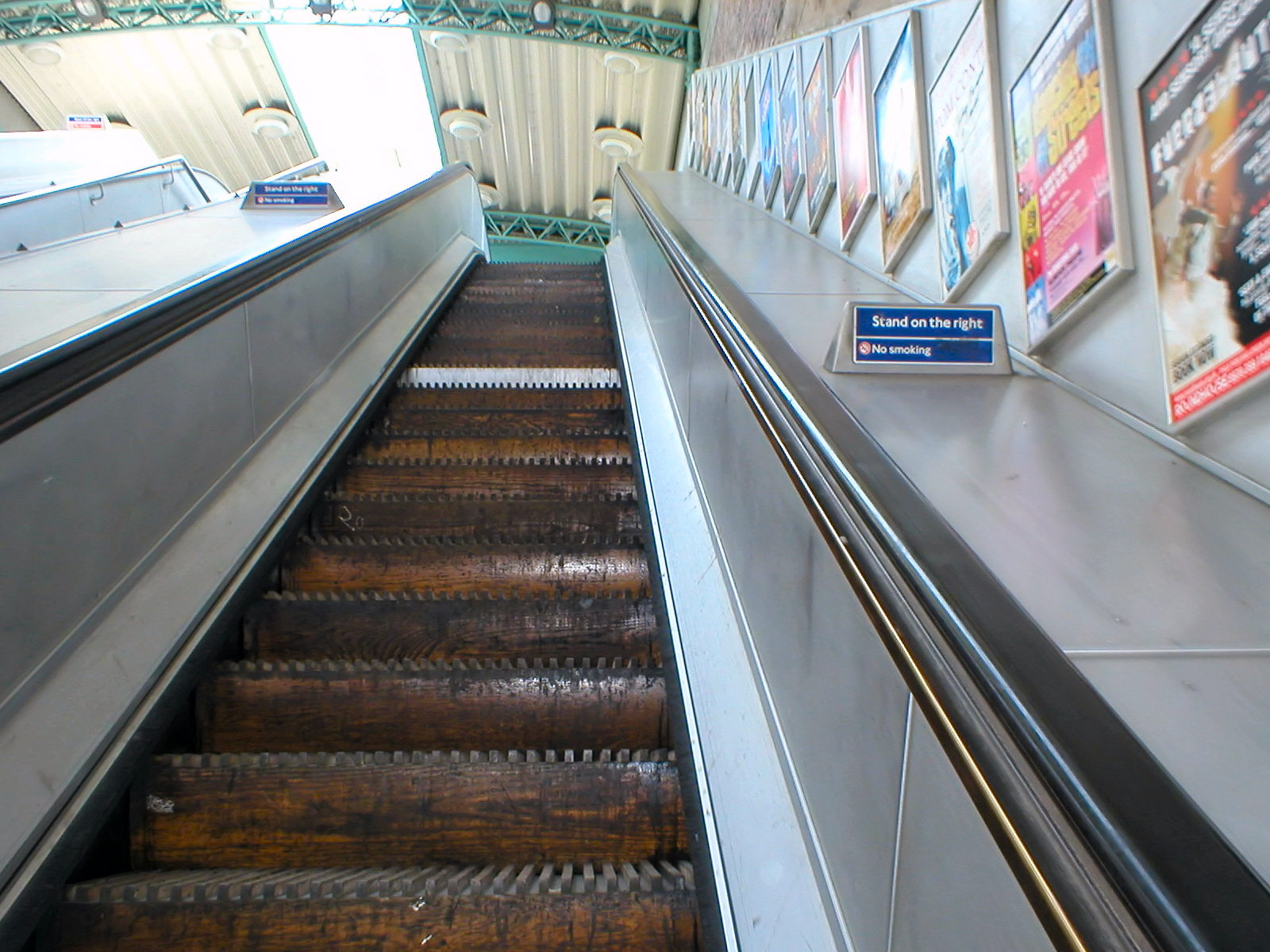
As escadas rolantes de madeira restantes em Greenford, removidas em 2014 e substituídas por um inclinador. A escada rolante de madeira que leva às plataformas foi a última desse tipo em uso no Metrô de Londres.

Greenford foi a primeira estação do Metrô de Londres a ter uma escada rolante até plataformas acima do nível da rua. Até 2014, permaneceu a última estação do Metrô de Londres com uma escada rolante com piso de madeira em serviço; todas as outras escadas rolantes foram previamente convertidas em degraus totalmente metálicos ou removidas completamente das estações de metrô subterrâneas após o fatal incêndio de King's Cross em 1987.
Além do trem de transporte, a linha entre Greenford e West Ealing transporta serviços de carga, incluindo lixo doméstico em contêineres de perto de Brentford, tráfego de areia e cascalho, bem como serviços especiais ocasionais de passageiros e um "trem fantasma parlamentar" diário da Chiltern Railways de West Ruislip para West Ealing que retorna sem parar para High Wycombe.
Em 2009, devido a restrições financeiras, a TfL decidiu interromper o trabalho em um projeto para fornecer acesso sem degraus em Greenford e outras cinco estações, alegando que eram estações relativamente silenciosas e algumas já estavam a uma ou duas paradas de uma estação existente. estação sem degraus. £ 3,9 milhões foram gastos em Greenford antes que o projeto fosse interrompido. O projeto de acesso sem degraus, composto por um elevador inclinado de vidro, foi posteriormente reiniciado, inaugurado em 20 de outubro de 2015.

## Serviços

### Metropolitano de Londres
O serviço típico fora do horário de pico em trens por hora (tph) é:
- 9 tph sentido oeste para West Ruislip
- 3 tph no sentido oeste para Northolt
- 9 tph no sentido leste para Epping
- 3 tph no sentido leste para Loughton

### National Rail
A Great Western Railway opera um serviço de transporte para West Ealing a cada 30 minutos, exceto aos domingos. Os serviços vão para South Greenford, Castle Bar Park, Drayton Green e West Ealing e o tempo de viagem é de pouco mais de 10 minutos. O serviço final do dia vai até Paddington, bem como o primeiro serviço final. Até janeiro de 2017, todos os serviços funcionavam de e para Paddington, no entanto, após a construção de uma nova plataforma de baía em West Ealing e a introdução dos serviços da linha Elizabeth de London Paddington a Reading, foi então reduzido a um serviço de transporte para e de West Ealing.

## Conexões
As linhas de ônibus de Londres 92, 105, 395 e E6 servem a estação.